# 大倉千代子
大倉 千代子（おおくら ちよこ、1915年8月31日 - 没年不明）は、日本の女優である。本名坂間 喜代子（さかま きよこ）、旧芸名秋月 弘子（あきづき ひろこ）、月浦 かすみ（つきうら かすみ）。溝口健二監督の『虞美人草』（1935年）、坂根田鶴子の初監督作『初姿』（1936年）で知られる。

## 人物・来歴
1915年（大正4年）8月31日、東京府東京市芝区新堀町（現在の東京都港区芝3丁目）に生まれる。
旧制小学校を経て、満10歳になる1925年（大正14年）、松竹蒲田撮影所を辞した五月信子（1894年 - 1959年）と高橋義信の夫妻が主宰する「近代座」に参加する。舞台では『高橋お傳』、『奈津子の母』、『嬰児殺し』、『女給』に出演した。
当時、座長の五月は、帝国キネマ演芸の製作・配給する映画にも出演しており、1930年（昭和5年）には、東京・大森の発声映画社が製作したトーキー『仮名屋小梅』に、五月・高橋夫妻とともに出演、同年1月7日に公開された記録がある。このときの芸名は「月浦 かすみ」、満14歳であり、これがもっとも古い映画出演記録である。翌1931年（昭和6年）6月17日には、帝国キネマ演芸製作・配給、押本七之助監督によるサイレント映画『一心太助』に「秋月 弘子」の名で出演している。1932年（昭和7年）、帝国キネマ演芸は新興キネマに改組したが、大倉は、満州国巡業を最後に「近代座」を退団、引き続き新興キネマが配給する、尾上菊太郎プロダクション製作のサイレント作品に出演する。
1933年（昭和8年）には、日活太秦撮影所（のちの日活京都撮影所と同一）に移籍、「大倉 千代子」と改名して、山中貞雄監督の『盤嶽の一生』に出演、同作は同年6月15日公開に公開された。1934年（昭和9年）8月に永田雅一が設立した第一映画に移籍、数作に出演したが、なかでも1935年（昭和10年）10月31日に公開された溝口健二監督の『虞美人草』では「小夜子」役を演じ、降板した山田五十鈴の代役を務め、溝口の弟子の女性監督・坂根田鶴子の初監督作『初姿』では主役に抜擢され、同作は翌年3月5日に公開されている。
1936年（昭和11年）6月ころには、マキノ正博によるトーキー専門の新しい映画会社、マキノトーキー製作所に移籍している（第二期入社）。同社も翌1937年（昭和12年）4月には解散に至り、團徳麿、志村喬らとともに、日活京都撮影所に移籍した。1942年（昭和17年）1月27日、戦時統合によって大映が設立され、日活京都撮影所は大映京都撮影所となるが、大映には出演記録がない。翌1943年（昭和18年）4月には、「日活座」なる舞台実演が京都・「南座」で行われ、四代目澤村國太郎、月宮乙女、尾上菊太郎らとともに出演している。この時点で満27歳であった。
大倉のメインの活動時期である1930年代、当時人気の横綱だった双葉山定次と結婚の噂が存在したが、ロマンスが存在したかどうかは定かではない。1936年1月に発行された雑誌『野球界』臨時増刊・春場所相撲号（第26巻第2号）にも、この件についての報道はされた。双葉山は、1939年（昭和14年）4月29日に大阪の一般女性と結婚している。
第二次世界大戦後、1954年（昭和29年）に2本の映画出演記録があり、この公開時点で大倉は満38歳であった。1975年（昭和50年）8月に発行された『週刊読売』に掲載された座談会『戦時中の青春、そして30年後のいま』に、還暦を迎えた健在な姿を見せたが、以降の消息は定かではない。

## フィルモグラフィ
すべてクレジットは「出演」である。役名のわかるものは公開日の右側に記し、東京国立近代美術館フィルムセンター（NFC）所蔵等の上映用プリントの現存状況についても記す。

### 新興キネマ
基調は新興キネマ配給作品だが、製作・配給についてはそれぞれ記す。この時期のクレジットは「月浦かすみ」あるいは「秋月弘子」名義である。特筆以外すべてサイレント映画である。
- 『仮名屋小梅』 : 監督蔦見丈夫、「月浦かすみ」名義、製作発声映画大森撮影所、配給発声映画社、トーキー、1930年1月7日公開 - 半玉
- 『一心太助』 : 監督押本七之助、「秋月弘子」名義、製作・配給帝国キネマ演芸、1931年6月17日公開
- 『小判しぐれ』 : 監督山中貞雄、「秋月弘子」名義、製作嵐寛寿郎プロダクション・新興キネマ、配給新興キネマ、1932年4月14日公開 - 仲居
- 『髑髏頭巾』 : 監督冬島泰三、「月浦かすみ」名義、製作大衆文芸映画社・尾上菊太郎プロダクション、配給新興キネマ、1932年5月5日公開 - お高
- 『直参出世鳶』 : 監督押本七之助、「月浦かすみ」名義、製作尾上菊太郎プロダクション、配給新興キネマ、1932年5月25日公開 - 菊千代
- 『旗本次男坊』 : 監督冬島泰三、「月浦かすみ」名義、製作尾上菊太郎プロダクション、配給新興キネマ、1932年7月6日公開 - 堀田家の娘小夜
- 『旅枕五月晴れ』 : 監督冬島泰三、「月浦かすみ」名義、製作尾上菊太郎プロダクション、配給新興キネマ、1933年2月15日公開 - 月太郎の女房お絹
- 『開化の与太者』 : 監督押本七之助、「月浦かすみ」名義、製作尾上菊太郎プロダクション、配給新興キネマ、1933年2月22日公開 - 矢場の女お艶
- 『快傑鬼神組 後篇 覆面抜刀隊』 : 監督郷竜二、「月浦かすみ」名義、製作・配給八州映画社、1933年3月1日公開

### 日活太秦撮影所
すべて製作は「日活京都撮影所」あるいは「日活太秦撮影所」、配給は「日活」である。特筆以外サイレント映画である。
日活太秦撮影所
- 『盤嶽の一生』 : 監督山中貞雄、1933年6月15日公開 - 妹お時さん
- 『さむらひ仁義』（『武士仁義』） : 監督滝沢英輔、1933年7月7日公開 - 娘 お優[17]
- 『峠三里』 : 監督犬塚稔、1933年8月17日公開 - お美代
- 『月形半平太』 : 監督伊藤大輔、1933年8月31日公開 - 歌菊
- 『鼠小僧次郎吉 前篇 江戸の巻』 : 監督山中貞雄、1933年9月28日公開 - お小夜
- 『月光人斬橋』 : 監督久見田喬次（久見田喬二）、1933年10月26日公開 - 仇討つ人・お静[18]
- 『鼠小僧次郎吉 中篇 道中の巻』 : 監督山中貞雄、1933年11月1日公開 - 信楽のお小夜
- 『赤垣源蔵と堀部安兵衛』 : 監督清瀬英次郎、1933年11月22日公開
- 『鼠小僧次郎吉 後篇 再び江戸の巻』 : 監督山中貞雄、1933年12月14日公開 - お小夜
- 『弥次喜多 江戸の巻』 : 監督清瀬英次郎、1933年12月31日公開 - 伊勢参りの女・お春[19]
- 『弥次喜多 箱根の巻 富士の巻』 : 監督清瀬英次郎、1934年1月14日公開
- 『岩見重太郎』 : 監督マキノ正博、1934年2月8日公開
- 『仮面の剣』（『仮面の敵』） : 監督久見田喬二、1934年2月9日公開[20]
- 『桃われ日記』 : 監督青山三郎、1934年4月26日公開 - 芸者峯吉

日活京都撮影所
- 『忠臣蔵 刃傷篇 復讐篇』 : 監督伊藤大輔、1934年5月17日公開 - その侍女 葱
- 『愛刀小松五郎』 : 監督荒井良平、1934年5月24日公開 - お梅[21]
- 『へり下りの利七』 : 監督尾崎純、1934年8月8日公開 - 利七妹・お繁
- 『任侠二筋道』 : 監督荒井良平、1934年8月23日公開 - お妙[22]
- 『唄祭三度笠』 : 監督伊藤大輔、1934年9月1日公開 - お美代
- 『捕物五月雨格子』 : 監督久見田喬二、1934年10月25日公開 - 妹・おたみ

### 第一映画

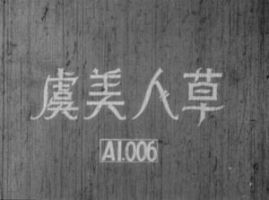
『虞美人草』（監督溝口健二、1935年）メインタイトル。

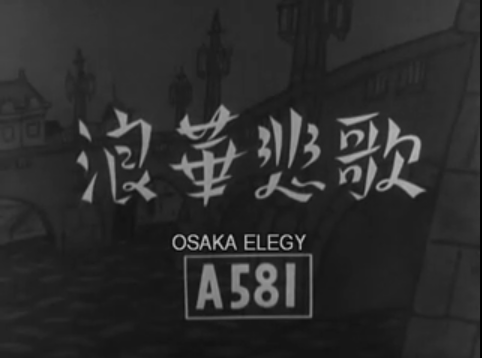
『浪華悲歌』（監督溝口健二、1936年）メインタイトル。

特筆以外すべて製作は「第一映画」、配給は「松竹キネマ」である。特筆以外トーキーである。
- 『煙は靡く』 : 監督犬塚稔、サウンド版、1935年2月14日公開
- 『利根の川霧』 : 監督稲垣浩、製作片岡千恵蔵プロダクション、配給日本映画配給社、1935年3月7日公開 - お篠
- 『裏町の乾杯』 : 監督鈴木重吉、1935年5月22日公開
- 『恥を知る者』 : 監督中川信夫、製作市川右太衛門プロダクション、配給松竹キネマ、1935年6月6日公開 - 雪姫
- 『三ッ角段平 股旅新八景』 : 監督振津嵐峡、製作片岡千恵蔵プロダクション、配給新興キネマ、1935年8月31日公開 - 料亭松屋の芸者花吉
- 『虞美人草』 : 監督溝口健二、1935年10月31日公開 - 小夜子、現存（NFC所蔵[16]）
- 『たった一人の女』 : 監督寺門静吉、1936年1月30日公開 - おえん（半兵衛娘）
- 『初姿』 : 監督坂根田鶴子、監督指導溝口健二、1936年3月5日公開 - 主演
- 『浪華悲歌』 : 監督溝口健二、製作第一映画嵯峨野撮影所、配給松竹キネマ、1936年5月28日公開 - アヤ子の妹・村井幸子、現存（NFC所蔵[16]）
- 『金鉱』 : 監督寺門静吉、1936年6月20日公開 - 現存（NFC所蔵[16]）

### マキノトーキー製作所
特筆以外すべて製作・配給はともに「マキノトーキー製作所」である。以下、すべてトーキーである。
- 『黒蜻蛉』 : 監督久保為義、配給千鳥興行、1936年6月5日公開 - おしず[23]、5分の断片のみ現存（NFC所蔵[16]）
- 『八州侠客陣』 : 監督マキノ正博・広瀬五郎・根岸東一郎、配給千鳥興行、1936年8月7日公開
- 『裸の礫』 : 監督松田定次・広瀬五郎・根岸東一郎、配給千鳥興行、1936年9月5日公開
- 『怪盗影法師』 : 監督マキノ正博、配給千鳥興行、1936年9月23日公開
- 『ごろんぼ街』 : 監督マキノ正博・根岸東一郎、1936年10月15日公開 - 秋江・お袖、現存（NFC所蔵[16]）
- 『舞扇』 : 監督マキノ正博・広瀬五郎、1936年11月14日公開
- 『忠治活殺剱』（『忠治活殺剣』） : 監督久保爲義・マキノ正博、1936年12月6日公開 - お粂[24][25]、現存（NFC所蔵[16]）
- 『初鳶櫓音頭』 : 監督牧陶六（マキノ正博）、1936年12月31日公開
- 『刀を抜いて』 : 監督松田定次、1937年1月15日公開
- 『喧嘩菩薩』 : 監督牧陶六（マキノ正博）、1937年2月28日公開 - おけい[26][27]、現存（NFC所蔵[16]）

### 日活京都撮影所

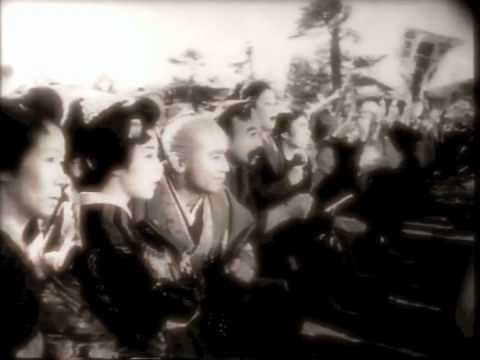
左から二番目が大倉（当時満22歳）。一番左が小松みどり、大倉の右が藤川三之祐、以降左から志村喬、原駒子…。『血煙高田の馬場』（監督マキノ正博、1937年）のスチル写真。

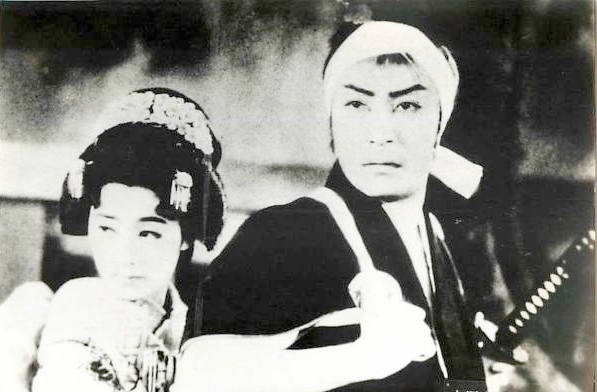
左が大倉、右は阪東妻三郎。『血煙高田の馬場』（同上）のスチル写真。

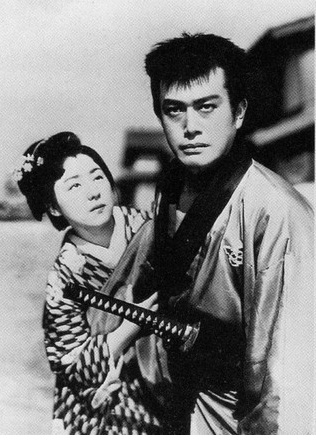
戸上城太郎とともに。公開当時満25歳、『小判花嫁』（監督紙恭平、1941年）のスチル写真。

特筆以外すべて製作は「日活京都撮影所」、配給は「日活」である。
- 『宮本武蔵 地の巻』 : 監督尾崎純、1937年6月10日公開 - 朱美
- 『怪盗山獄隊』 : 監督辻吉郎、1937年8月26日公開
- 『八丁浜太郎』 : 監督益田晴夫、1937年9月9日公開 - お才[28]
- 『妖棋伝 前篇』 : 監督マキノ正博、1937年10月1日公開 - 娘・おたね
- 『水戸黄門廻国記』 : 監督池田富保、1937年10月14日公開 - 夏江
- 『忍道血風録』 : 監督菅沼完二、1937年11月25日公開 - 娘・綾
- 『血煙高田の馬場』 : 監督マキノ正博・稲垣浩、1937年12月31日公開 - 弥兵衛の娘お妙、戦後改題版『決闘高田の馬場』が現存（NFC所蔵[16]）
- 『白浪五人男』 : 監督荒井良平、1938年1月7日公開 - お針師匠娘お里
- 『槍の権三』 : 監督菅沼完二、1938年1月27日公開 - 深雪
- 『江戸の花和尚』 : 監督マキノ正博、1938年2月1日公開 - お花
- 『鴛鴦道中』 : 監督マキノ正博、1938年2月17日公開
- 『忠臣蔵 地の巻』 : 監督池田富保、1938年3月31日公開 - 吉良の間者 お梅、現存（NFC所蔵[16]）
- 『忠臣蔵 天の巻』 : 監督マキノ正博、1938年3月31日公開 - 吉良の間者 お梅、現存（NFC所蔵[16]）
- 『巨猫伝』 : 監督菅沼完二、1938年4月14日公開 - 腰元弥生
- 『妖棋伝 後篇』 : 監督藤田潤一、1938年4月21日公開 - お種
- 『右門捕物帖 血染の手形』（『血染めの手形』） : 監督荒井良平、1938年4月28日公開 - お局（お弓）[29]
- 『次郎長一家』 : 監督松田定次、1938年5月21日公開 - おきく
- 『新撰組』 : 監督マキノ正博、1938年6月1日公開
- 『喧嘩主従』 : 監督益田晴夫、1938年6月21日公開 - 主膳娘・双葉[30]
- 『腰本吉弥組』 : 監督菅沼完二、1938年6月23日公開 - 腰元吉弥
- 『度胸千両』 : 監督松田定次、1938年8月25日公開
- 『浪人鉄火』 : 監督倉谷勇、1938年9月22日公開
- 『燃ゆる黎明』 : 監督マキノ正博、1938年9月29日公開 - 松風[31]
- 『地獄の蟲』 : 監督稲垣浩、1938年10月6日公開 - 娘おいさ
- 『続水戸黄門廻国記』 : 監督池田富保、1938年10月13日公開 - 小笹
- 『鞍馬天狗 竜攘虎搏の巻』 : 監督松田定次、1938年11月1日公開 - 雪路（山岳党主妹）、現存（NFC所蔵[16]）
- 『赤垣源蔵』 : 監督池田富保、1938年11月17日公開 - 女中お杉、戦後改題版『忠臣蔵 赤垣源蔵 討入り前夜』が現存[32]
- 『荒獅子』 : 監督松田定次、1938年12月15日公開、現存[33]
- 『初姿人情鳶』 : 監督衣笠十四三、1938年12月31日公開 - 鶴乃[34]、戦後改題版『大江戸の闇』が現存（NFC所蔵[16]）
- 『武士道の鬼』 : 監督倉谷勇、1939年2月8日公開
- 『浮名小路』 : 監督マキノ正博、1939年3月1日公開
- 『王政復古 担龍篇 双虎篇』 : 監督池田富保、1939年3月30日公開 - 芸妓菊松
- 『尊王村塾』 : 監督稲垣浩、1939年5月18日公開
- 『鞍馬天狗 江戸日記』 : 監督松田定次、1939年7月1日公開 - お雪、現存[35]
- 『隼捕物帖 謎の手裏剣』 : 監督辻吉郎、1939年7月27日公開
- 『鞍馬天狗 恐怖篇』 : 監督松田定次、1939年8月3日公開 - お雪
- 『牢獄の花嫁』 : 監督荒井良平、1939年8月17日公開 - お半、総集篇97分が現存[36]
- 『うぐいす侍』 : 監督丸根賛太郎、1939年8月31日公開 - 加津子
- 『豪傑誕生』 : 監督田崎浩一、1939年9月21日公開
- 『牢獄の花嫁 解決篇』 : 監督荒井良平、1939年9月28日公開 - お半
- 『無明有明 前篇』 : 監督松田定次、1939年10月19日公開 - 鶴江（貢妻）
- 『無明有明 後篇』 : 監督松田定次、1939年12月1日公開 - 鶴江（貢妻）
- 『純情一代男』 : 監督松田定次、製作日活多摩川撮影所[2]（日活京都撮影所[37]）、配給日活、1939年12月21日公開
- 『涙の捕縄』 : 監督松田定次、1940年2月1日公開 - おこよ
- 『乱れ柳女仇討』 : 監督衣笠利彦（衣笠十四三）、1940年2月15日公開 - 姉娘お秀
- 『名月赤城山』 : 監督組田影造（久見田喬二）、1940年3月21日公開
- 『宮本武蔵 第一部 草分の人々 第二部 栄達の門』 : 監督稲垣浩、1940年3月31日公開 - お光
- 『宮本武蔵 剣心一路』 : 監督稲垣浩、1940年4月18日公開 - お光
- 『赤穂の人妻』 : 監督松田定次、1940年6月8日公開
- 『大楠公』 : 監督池田富保、1940年6月16日公開 - 朝菊の局
- 『風雲将棋谷 前篇』 : 監督荒井良平、1940年8月15日公開 - 朱実
- 『風雲将棋谷 完結篇』 : 監督荒井良平、1940年9月12日公開 - 朱実
- 『めくら笛』 : 監督田崎浩一、1940年9月26日公開 - 味噌屋娘 お千江（お茅絵）
- 『北海に叫ぶ武士』 : 監督松田定次、1940年10月28日公開[38]
- 『右門江戸姿』 : 監督田崎浩一、1940年12月30日公開 - お蘭（加賀藩腰元）
- 『山岳武士』 : 監督松田定次、1941年2月11日公開
- 『小判花嫁』 : 監督紙恭平、1941年3月11日公開
- 『怒濤時代』 : 監督田崎浩一、1941年4月24日公開
- 『海を渡る祭礼』 : 監督稲垣浩、1941年5月4日公開 - 踊り子お雪、現存（NFC所蔵[16]）
- 『姿なき復讐』 : 監督松田定次、1941年7月8日公開
- 『母なき家の母』 : 監督伊賀山正徳、、製作日活多摩川撮影所、配給日活、1941年7月24日公開[39]
- 『右門捕物帖 幽霊水芸師』 : 監督菅沼完二、1941年8月14日公開 - 水芸師お瀧、現存（NFC所蔵[16]）
- 『南方発展史 海の豪族』 : 監督荒井良平、配給映画配給社、1942年10月8日公開

### 戦後
- 『ひよどり草紙』 : 監督内出好吉、製作新芸術プロダクション、配給松竹、1954年2月10日公開[40]
- 『花吹雪 御存じ七人男』 : 監督斎藤寅次郎、製作・配給新東宝、1954年3月24日公開[41][42] - 現存（NFC所蔵[16]）